# 韋虛心
韦虚心（675年—741年4月25日），字无逸，唐朝京兆万年人。高祖父韦瓒，隋尚书右丞。曾祖父韦叔謙，考功郎中。祖父韋知人，司戎大夫。父亲韋維，字文紀，右庶子、南皮縣公。
韦虚心举孝廉，为官严整，官至大理丞、侍御史。神龙年间，调查大狱，仆射窦怀贞、侍中刘幽求想要宽免，韦虚心坚执法令，有不可夺之志。景龙年间，西域羌胡叛唐，都被擒获，有诏想要尽数诛杀。韦虚心上奏，只归罪酋长，其所活命一千余人。韦虚心有孝行，为父丁忧，哀伤过礼，须发尽白，朝廷深为感叹。开元十年（722年），韦虚心担任御史中丞时，唐玄宗至东都。洛阳主簿王钧为张嘉贞修宅，以求出任御史，受赃事发，唐玄宗特令朝堂集众决杀王钧。张嘉贞催促速刑以灭口，归罪于御史大夫韋抗、御史中丞韦虚心，将他们贬黜。后来韦虚心担任尚书左丞、尚书右丞、兵部侍郎。出任荆州、潞州、扬州三大都督府长史兼采访使。荆州有豪强，仗势犯法，韦虚心将他的家产籍没入官。庐江多盗，在舒城设县，盗贼为衰。官吏振肃，威令甚举，内外以为标准。唐玄宗封泰山还，分吏部为十铨，命荆州长史韦虚心与御史中丞宇文融、礼部尚书苏颋、刑部尚书韦抗、工部尚书卢从愿、右散骑常侍徐坚、薄州刺史崔琳、魏州刺史崔沔、郑州刺史贾曾、怀州刺史王丘分总。韦虚心入朝为工部尚书、户部尚书、东京留守。累封南皮郡子。韦虚心和张九龄、张廷珪都非常器重神童李泌。开元二十九年四月初六丙辰日（741年4月25日），韦虚心去世，时年六十七岁，赠扬州大都督，谥正。韦维为郎时，在廷中植柳树，韦虚心、韦虚舟兄弟在郎省为官，面对柳树全都敛容。自韦叔谦后，官至郎中者数人，世称“郎官家”。其子韦有方，左司員外郎。